# Tătăranu (gmina)
Tătăranu – gmina w Rumunii, w okręgu Vrancea. Obejmuje miejscowości Bordeasca Nouă, Bordeasca Veche, Mărtinești, Tătăranu i Vâjâitoarea. W 2011 roku liczyła 3952 mieszkańców.